# Антоновка (Мозырский район)
Антоновка (транслит.: Antonaŭka; бел. Анто́наўка) — деревня в Мозырском районе Гомельской области Республики Беларусь. В составе Каменского сельсовета.

## География

### Расположение
В 7 км от Каменки, 23 км на юго-запад от Мозыря, 153 км от Гомеля, 9 км от железнодорожной станции Козенки (на линии Калинковичи — Овруч).

### Гидрография
На реке Мытва (приток реки Припять).

## Транспортная сеть
Транспортные связи по просёлочной, затем автомобильной дороге Мозырь — Махновичи. Планировка состоит из дугообразной, близкой к широтной ориентации улицы, застроенной неплотно деревянными крестьянскими усадьбами.

## Этимология
Название образовано от имени Антон.

## История
По письменным источникам известна с XIX века как село в Мелешковичской волости Мозырского уезда Минской губернии. Собственность помещика Пржибора, который владел здесь в 1846 году 280 десятинами земли. Согласно переписи 1897 года 35 дворов, 199 жителей, хлебозапасный магазин. Рядом 2 именные усадьбы.
В 1917 году действовала школа, которая размещалась в наёмном крестьянском доме. В 1925 году рядом находились Антоновские хутора. В 1930 году организован колхоз «Широкая Нива», переименованный затем в колхоз имени Калинина, работала кузница.
В Великую Отечественную войну мобилизовано 40 человек, 29 жителей погибли на фронте.
С 1950 по 1980 г. действовала восьмилетняя школа.
Согласно переписи 1959 года в составе совхоза «Мозырская овощная фабрика» (центр — деревня Каменка); функционирует фельдшерско-акушерский пункт. 

## Население

### Численность
- 2021 год — 14 жителей.

### Динамика
- 1897 год — 35 дворов, 199 жителей (согласно переписи).
- 1908 год — 230 жителей.
- 1917 год — 282 жителя.
- 1925 год — 40 дворов; на хуторах 22 двора.
- 1959 год — 242 жителя (согласно переписи).
- 2004 год — 20 хозяйств, 31 житель.
- 2021 год — 14 жителей[2].

## Инфраструктура
На территории расположена усадьба «Антоновские хутора».